# Simulium monticola
Simulium monticola är en tvåvingeart som beskrevs av Karl Friederichs 1920. Simulium monticola ingår i släktet Simulium och familjen knott. Arten är reproducerande i Sverige. Inga underarter finns listade i Catalogue of Life.